# St. John (Dakota Północna)
St. John – miasto w Stanach Zjednoczonych, w stanie Dakota Północna, w hrabstwie Rolette.